# Дванаест племена Израела
Шаблон:Историја Израела
Дванаест племена Израела или Племена Израела (хебр. שִׁבְטֵי יִשְׂרָאֵל — шивтеј Исраел, арам. שִׁבְטָיָא דֵיִשְׂרָאֵל — шивтај де Исраел) су племена потомака дванаест Јаковових синова која су, по Светом писму, основала израелски народ.

## Племена Израела
Племена су у Библији названа по именима десет Јакововљевих синова и два Јосифова сина, Јакововог наследника. Јаков је имао две жене Леу и Рахилу са којима је имао двоје деце. Осим са њима децу је имао и са служавкама својих жена, са Валом и Зелфом.
- Леини синови су: Рувим, Симеун, Левије, Јуда, Исахар и Завулон.
- Рахилини синови су: Јосиф и Венијамин.
- Валини синови су: Дан и Нефтали.
- Зелфини синови су: Гад и Асир.

Јосиф је има два сина: Манасија и Јефрема, које је Јаков прогласио оснивачима два одвојена племена, умјесто њиховог оца Јосифа, чиме се број племена повећао на тринаест.
Списак израелских племена у Библији не издваја Јосифово племе као засебно, него га само приказује као везу са Јефремовим и Манасијевим племеном. Свим племенима су подијељена задужења, осим Левијевом племену као посвећеном служби Богу. Тако, оно није урачунато у број војно способних мушкараца, али су кренули у поход на Ханан; али ниси добили насљедно право у Обећаној земљи и Зајорданији. Одузимањем земље Левијевом племену, оно се не укључује у укупан број племена и издваја се заједнице, а број племена се враћа на првобитних дванаест. Дакле, постоје два тумачење Дванаест израелских племена: рачунањем Левијевог и Јосифовог племена или рачунањем племена Јосифових синова.
У Обећаној земљи свако племе је добило свој дио.
Послије смрти краља Соломона 928. године п. н. е. јединствено израелско краљевство се распало на: Краљевство Јудеју (земља племена Јуда и Венијамин) и Краљевство Самарију (земља осталих десет племена).
Од 732. до 722. године п. н. е. Краљевство Израел је било под Асирцима, а већи дио становништва је поробљен и расељен у мањим групама широм огромне државе. Тако је настала прва јеврејска дијаспора. Велики дио Израелићана је постепено асимилован од стране народа међу којима су живјели (видјети Десет протјераних племена и Асирско ропство).
За вријеме Другог храма, већина јеврејских породица више није могла доказати своју племенску припадност.
По Новом завјету, Јован Крститељ је био припадних Левијевог племена, пророчица Ана из Асировог племена, апостол Павле из Венијаминовог племена. Број апостола у хришћанству је симболичног карактера и повезан је са бројем Јоваковових синова и самим тим броје израелских племена.
До данашње дана, племенска свијест је опстала само код потомака Левијевог племена (Левити), од којих неки чак чувају успомену на своје поријекло из Ароновог рода.
У Откровењу о израелским племенима пише сљедеће: „Ја чух број запечаћених, сто и четрдесет и четири хиљаде запечаћених од свих колена синова Израиљевих“.
- Племе Рувимово
- Племе Симеуново
- Племе Левијево
- Племе Јудино
- Племе Даново
- Племе Нефталијево
- Племе Гадово
- Племе Асирово
- Племе Исахарово
- Племе Завулоново
- Племе Јосифово
- Племе Венијаминово

## Савремена подјела

### Јевреји
- Ашкенази
- Сефарди
- Мизрахи
- Јерменски Јевреји
- Кримачки
- Горски Јевреји

### Остале скупине
- Етиопски Јевреји
- Бнеј Менаш
- Црни Јевреји
- Паштунски Јевреји
- Телугу Јевреји
- Маратхи Јевреји
- Дом Израела (Гана)
- Британски изреализам
- Макуја
- Лемба и др.